# 新井美津紀
新井 美津紀（あらい みずき、1987年11月21日 - ）は、日本のモデルである。埼玉県出身。元プラチナムプロダクション所属。

## 人物
- 身長：164cm
- 血液型：O型
- 趣味：貯金すること
- 特技：テニス

## 出演

### 雑誌
- 主婦と生活社　『ar』